# Joachim Glensk
Joachim Glensk, pseud. Edward Jokel (ur. 9 sierpnia 1935 w Opolu, zm. 7 stycznia 2023) – polski literaturoznawca, prasoznawca.

## Życiorys
Prof. dr hab. Joachim Glensk urodził się 9 sierpnia 1935 r. w Opolu. Pochodzi z Tarnowa Opolskiego, gdzie jego ojciec Franciszek był mistrzem kowalskim, właścicielem kuźni i starszym cechu (w młodości uczestnikiem powstań śląskich wraz z bratem Teodorem). Matka Elżbieta, nazwisko panieńskie Wrzeciono, zajmowała się domem i prowadziła sklep rodzinny.
W Tarnowie Opolskim ukończył szkołę podstawową (1949 r.). Naukę kontynuował w Opolu, najpierw w Liceum Ogólnokształcącym im. Mikołaja Kopernika, a następnie w Liceum im. Juliusza Słowackiego, gdzie w 1954 r. złożył egzamin dojrzałości. W 1959 roku ukończył polonistykę na Uniwersytecie Wrocławskim, a w 1968 r. tamże obronił stopień doktora nauk humanistycznych. Tytuł dr. habilitowanego otrzymał w 1991 r. w Wyższej Szkole Pedagogicznej w Opolu, a profesora tytularnego z rąk prezydenta Aleksandra Kwaśniewskiego otrzymał w 1997.
Przez lata będąc pracownikiem Instytutu Śląskiego w Opolu pełnił wiele istotnych funkcji m.in. jako kierownik Pracowni Badań Prasoznawczych i Upowszechnienia Kultury, zastępca kierownika Zakładu Kultury Współczesnej (1974–1989), kierownik Samodzielnego Zespołu Badań Prasoznawczych (1989–1991).
W latach 1991–2005 pracował na WSP w Opolu (od 1994 r. Uniwersytet Opolski) jako kierownik Zakładu Dziennikarstwa Instytutu Nauk Społecznych (1992–2001), oraz po uzwyczajnieniu jako kierownik Katedry Komunikacji Społecznej i Dziennikarstwa (2001–2005).

## Rodzina
Żona Czesława z d. Mykita (teatrolog)
Dzieci: Natasza (1960), Magdalena i Jeremiusz (1965), Mikołaj (1973)

## Przynależność
Należał do Opolskiego Towarzystwa Przyjaciół Nauk, Kieleckiego Towarzystwa Naukowego, Komisji Prasoznawczej Oddziału PAN w Krakowie, Komisji Historycznoliterackiej Oddziału PAN w Katowicach, Komisji Historii Prasy PAN w Warszawie, Rady Naukowej Instytutu Śląskiego w Opolu (wiceprzewodniczący w latach 1991–1995). Bezpartyjny.

## Badania
Historia kultury śląskiej, ze szczególnym uwzględnieniem piśmiennictwa i prasy regionalnej: związki pisarzy polskich, głównie klasyków, ze Śląskiem; dzieje prasy śląskiem.

## Publikacje
Ponad 475 prac, w tym 37 książek, 5 redakcji, m.in.:
- „Nowiny Raciborskie” w latach 1889–1904  Szkic monograficzny (Katowice, 1970)
- Encyklopedia powstań śląskich red. (Opole, 1982)
- Współczesna aforystyka polska (Łódź, 1986)
- Myślę, więc jestem [współautor] (Opole, 1986)
- Wielka encyklopedia aforyzmów, t.I A-N (Wrocław, 1996)
- Niemcy w opinii własnej i świata (Poznań, 1994)
- Czarna księga prasy śląskiej tom 1 (Opole, 2006), tom 2 (Opole, 2007)
- Autochton. Autobiografia z przymrużeniem oka (Lędziny, 2018)

## Nagrody i odznaczenia
Wojewódzka nagroda naukowa 1971, Srebrny(1967) oraz Złoty (1972) Krzyż Zasługi, Krzyż Kawalerski Orderu Odrodzenia Polski (1982), Zasłużony Działacz Kultury, Medal Komisji Edukacji Narodowej (1983).

## Działalność pozanaukowa
W latach 1969–1972 przewodniczący Rady Zakładowej Instytutu Śląskiego, wiceprzewodniczący Okręgowej Rady Zakładowej Komisji Nauki przy ZNP, ławnik sądowy (1967–1975), kurator Stowarzyszenia Instytut Śląski w Opolu (1991–1994), członek Komitetu Założycielskiego Związku Ludności Narodowości Śląskiej (1997)

## Hobby
Aforystyka (zbiór ok. 670 tys. cytatów), muzyka poważna, psychoastrologia.